# گارشتدت
گارشتدت (به آلمانی: Garstedt) یک شهر در آلمان است که در Salzhausen واقع شده‌است. گارشتدت ۱٬۴۴۵ نفر جمعیت دارد.